# 5067 Occidental
5067 Occidental eller 1990 OX är en asteroid i huvudbältet som upptäcktes 19 juli 1990 av den amerikanske astronomen Eleanor F. Helin vid Palomar-observatoriet. Den är uppkallad efter Occidental College i Los Angeles.